# Steninge distrikt
Steninge distrikt är ett distrikt i Halmstads kommun och Hallands län. 
Distriktet ligger vid kusten, nordväst om Halmstad. 

## Tidigare administrativ tillhörighet
Distriktet inrättades 2016 och utgörs av socknen Steninge i Halmstads kommun.
Området motsvarar den omfattning Steninge församling hade vid årsskiftet 1999/2000.